# Élena Tsangrinú
Élena Tsangrinú (grec: Έλενα Τσαγκρινού; Atenes, 16 de novembre del 1994) és una cantant grega.

## Biografia
El 2009, Tsangrinú va participar en Greece Got Talent, on va arribar a la semifinal. El 2013 es va unir al grup musical OtherView i el 2018 va marxar del grup per començar una carrera solista. Al final del 2020, el difusor xipriota Cyprus Broadcasting Corporation va anunciar que Élena Tsangrinú representaria Xipre al Festival de la Cançó d'Eurovisió 2021 amb la cançó «El Diablo»<.